# Biserica de lemn din Duțești

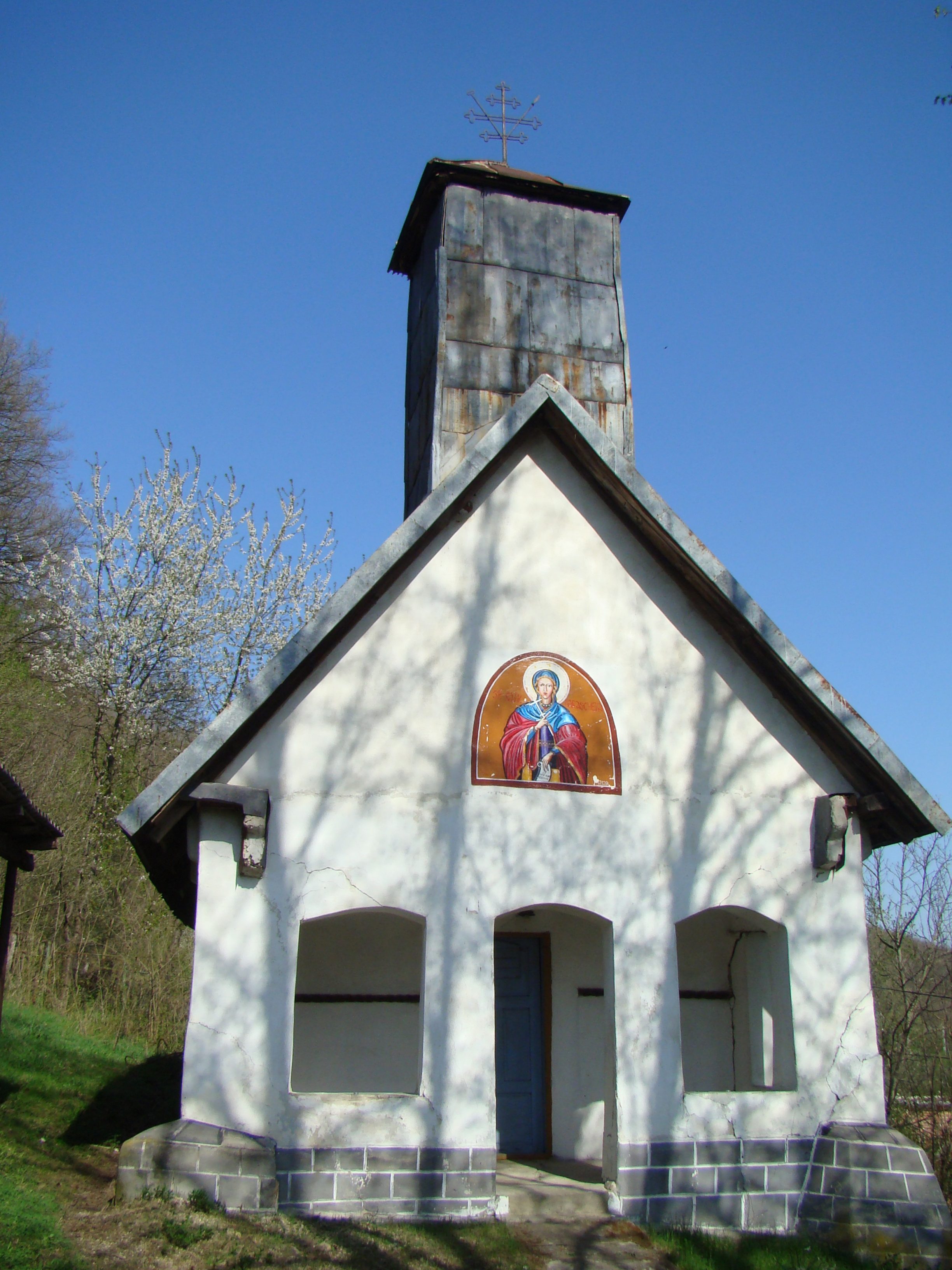
Biserica de lemn „Cuvioasa Paraschiva” din Duțești, oraș Târgu Cărbunești, foto: aprilie 2018.

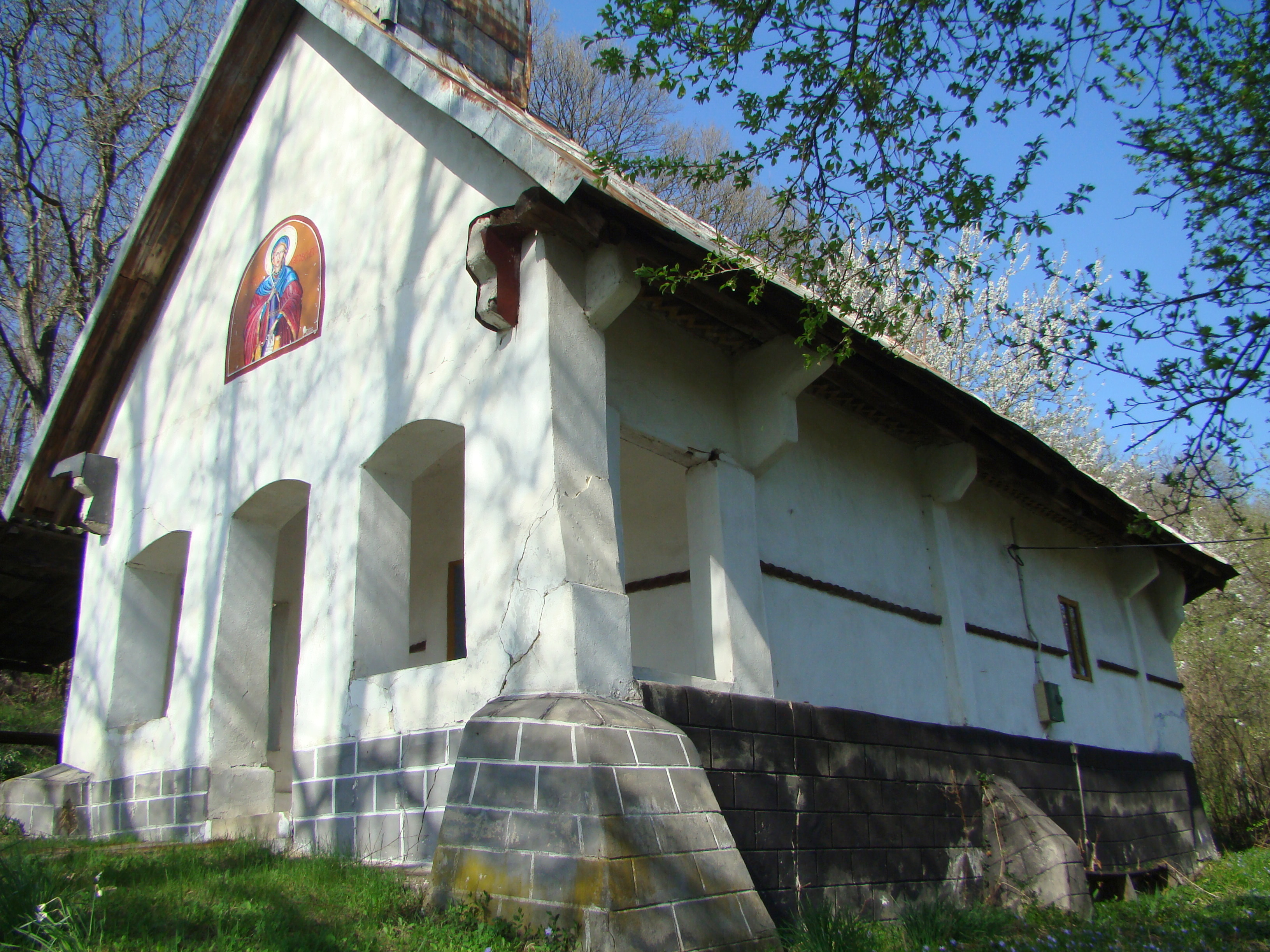
Butea bisericii

Biserica de lemn din Duțești, oraș Târgu Cărbunești, datează din anul 1698. Are hramul „Cuvioasa Paraschiva”. Biserica se află pe noua listă a monumentelor istorice sub codul LMI:  GJ-II-m-B-09397.

## Istoric și trăsături
Biserica este clădită din bârne de lemn, tencuită; are formă de navă, de mari dimensiuni, cu turn deasupra pronaosului, și pridvor pe stâlpi pe latura vestică; anul vehiculat pentru construcție este 1698, biserica fiind, ulterior, radical transformată. 

## Galerie de imagini

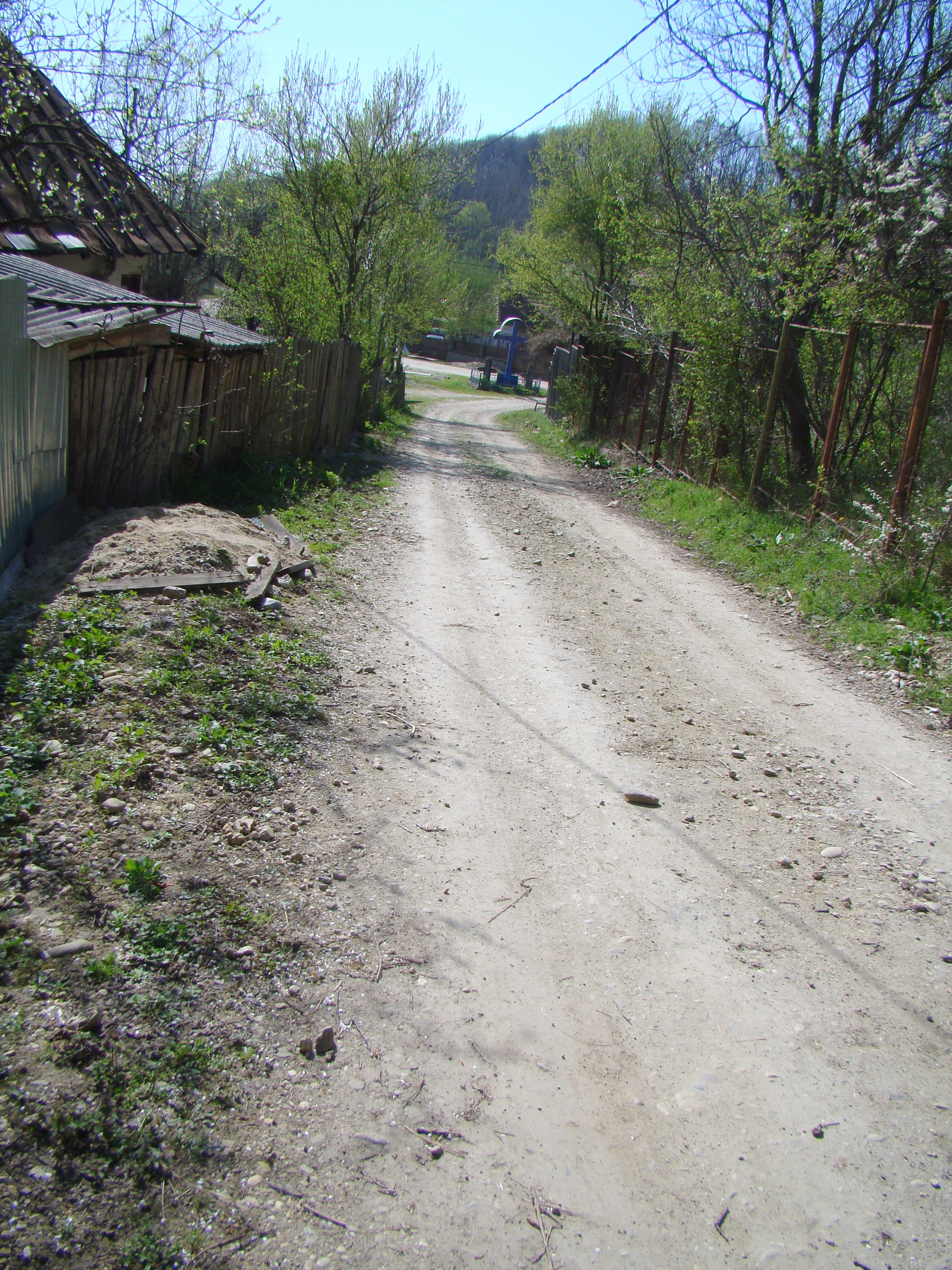
Drumul spre biserică
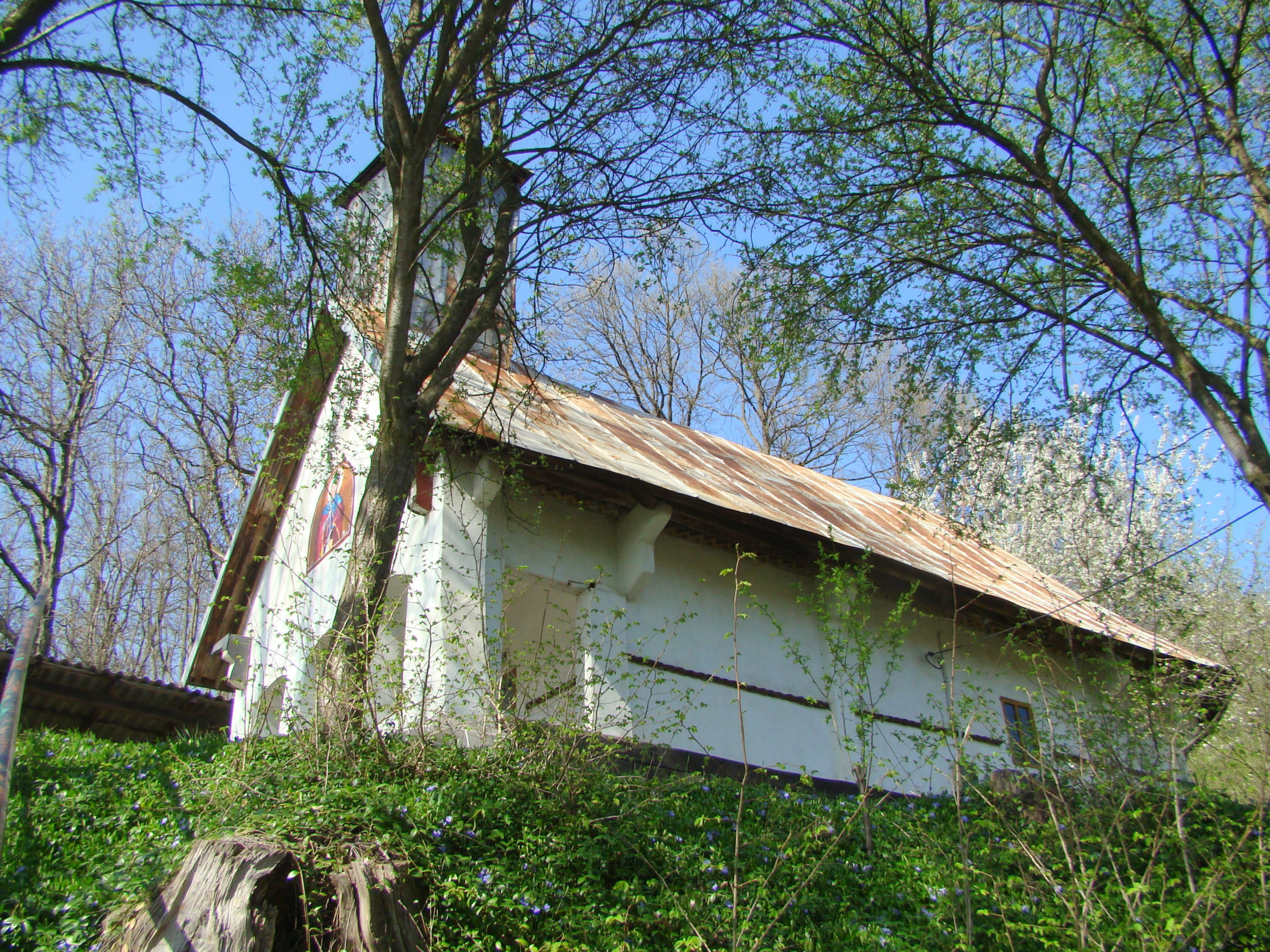
Biserica văzută din drum
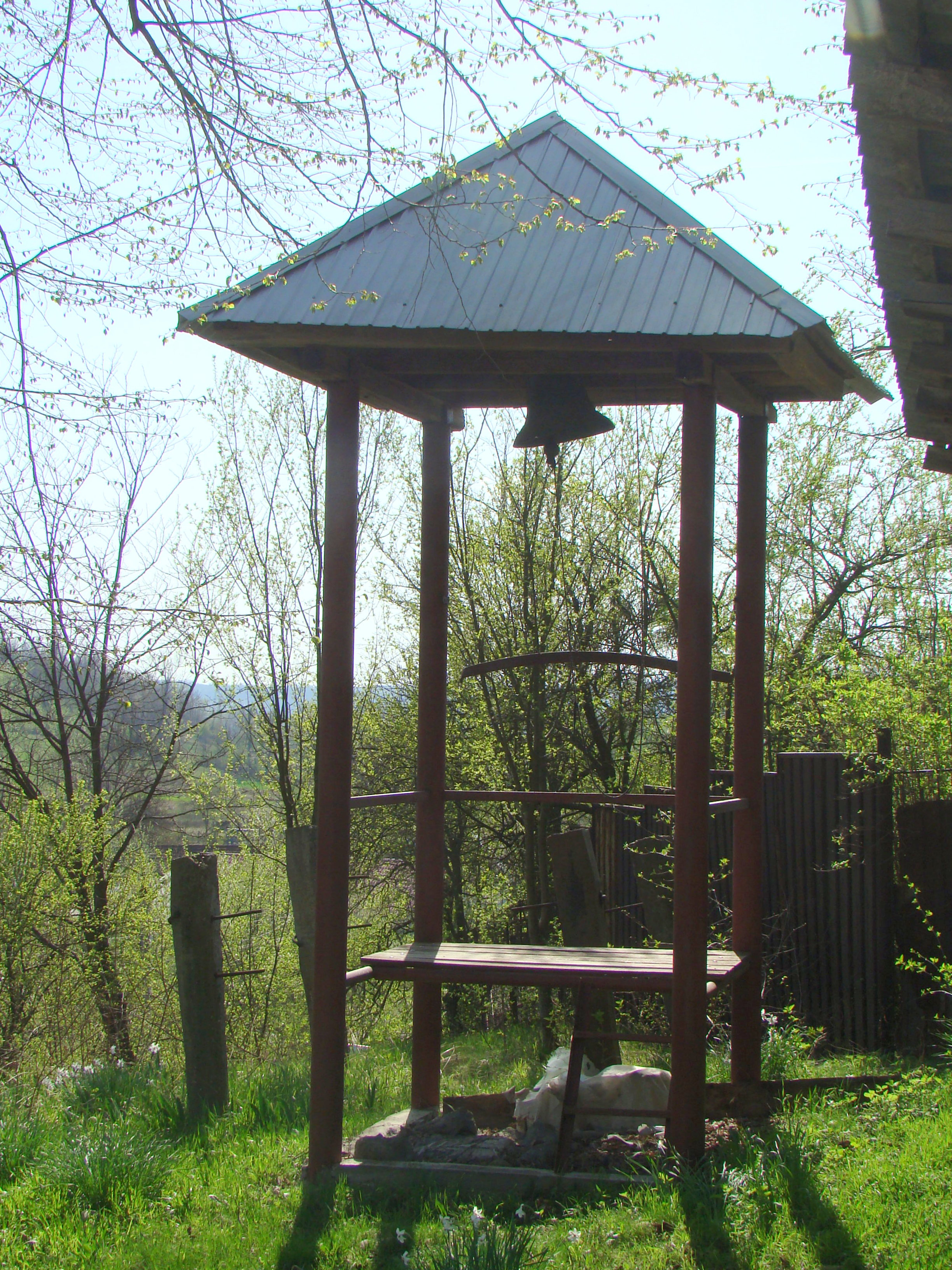
Clopotnița
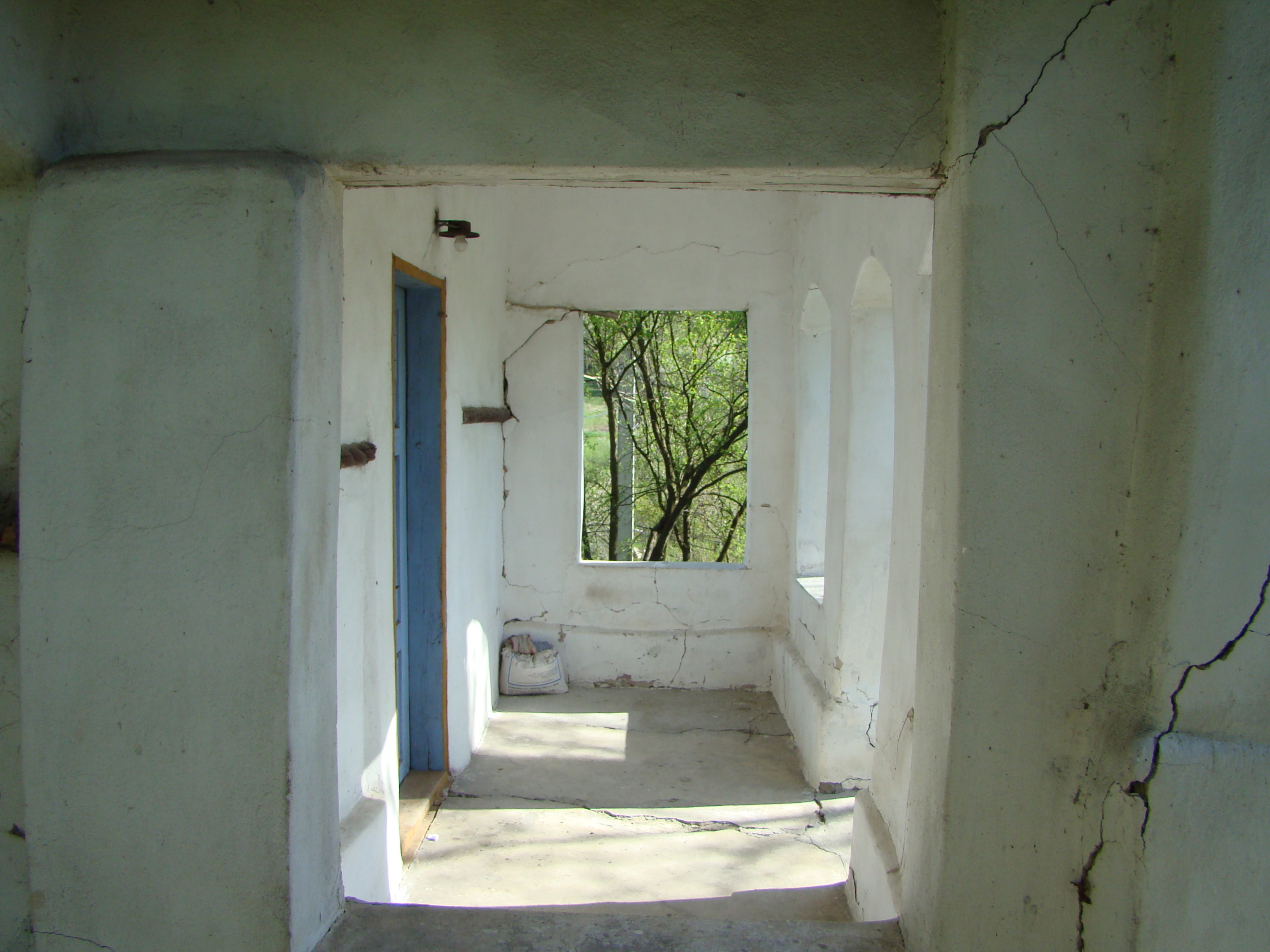
Pridvorul
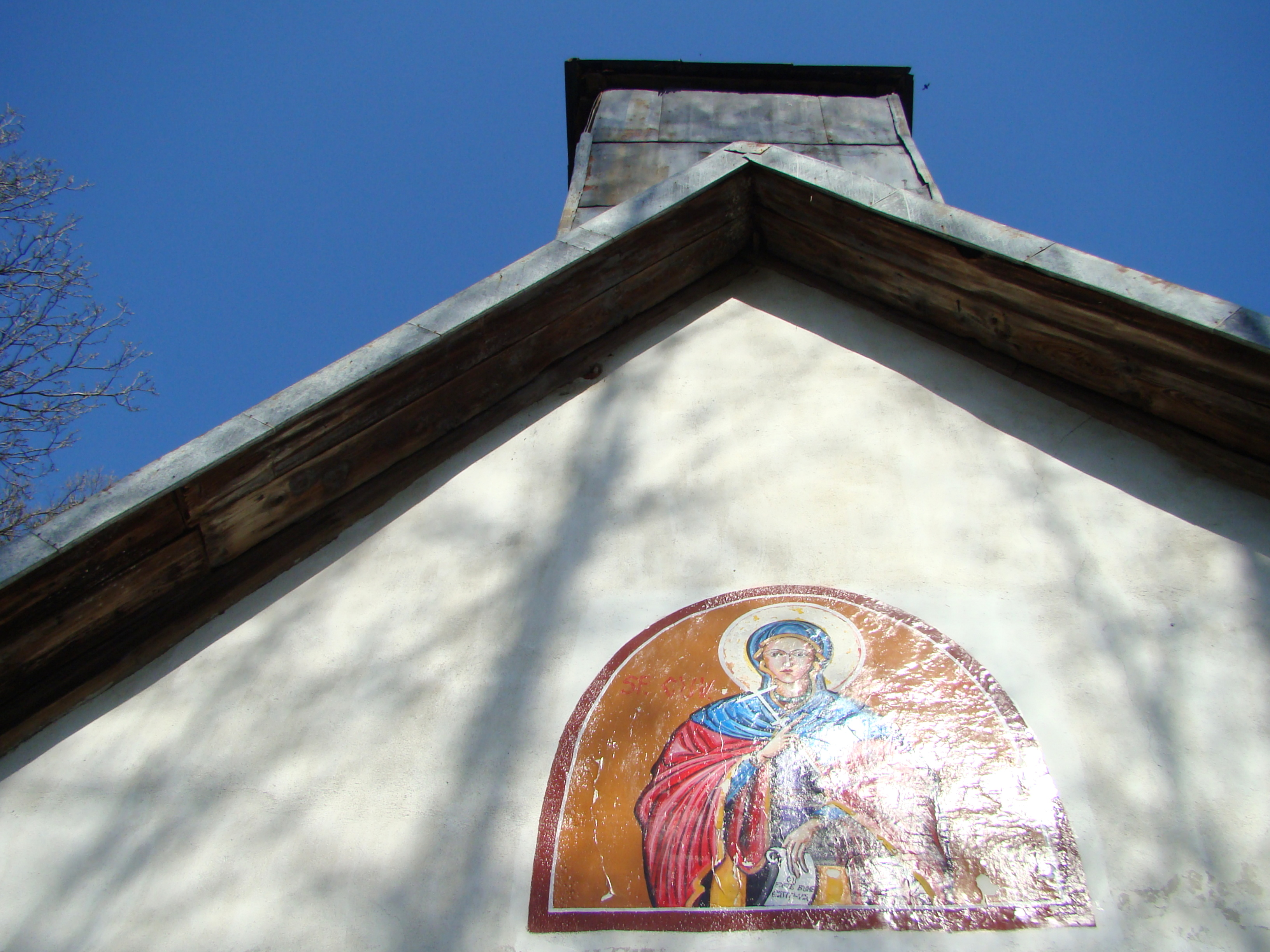
Icoana de hram „Cuvioasa Paraschiva”
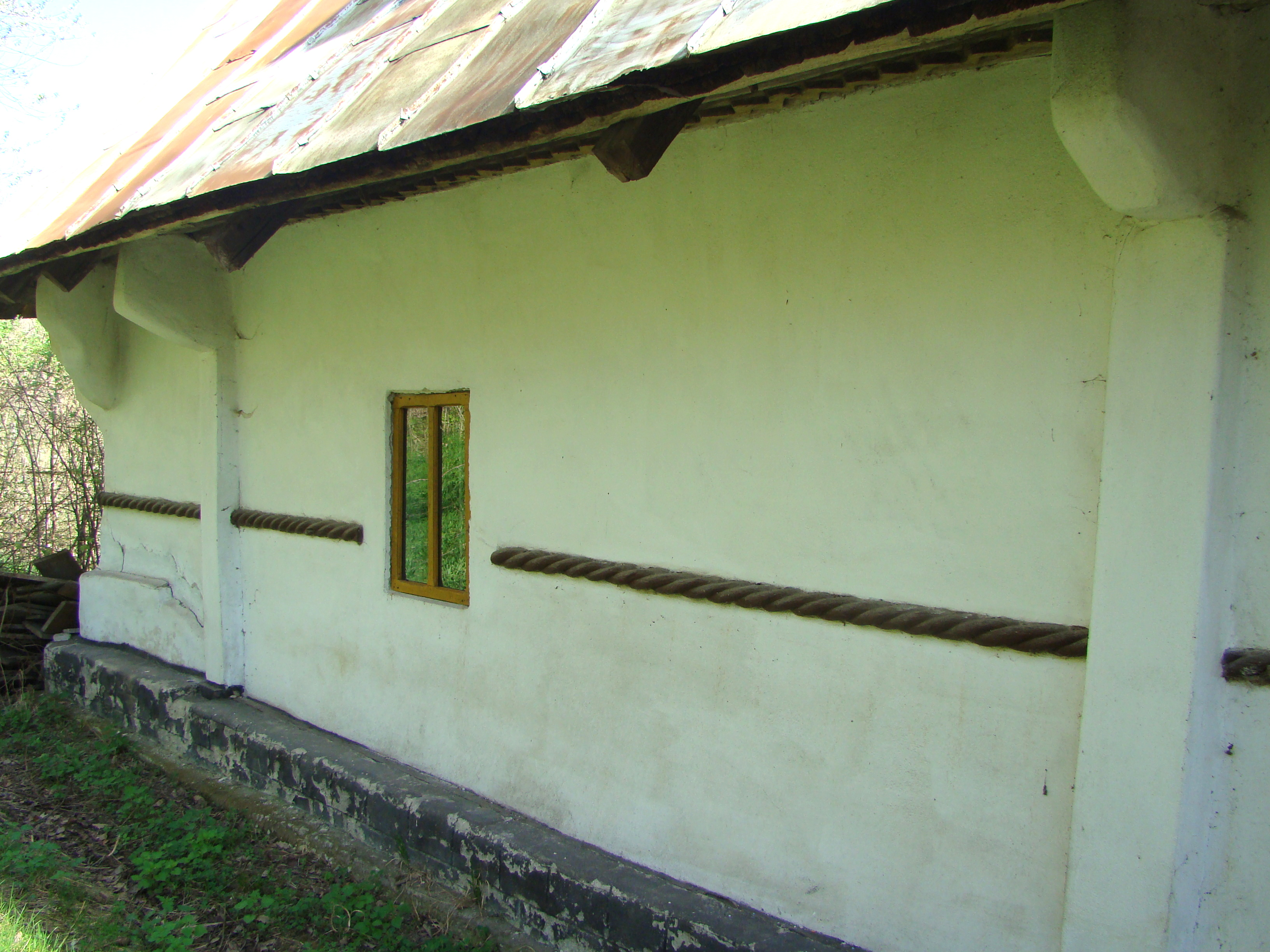
Brâul median
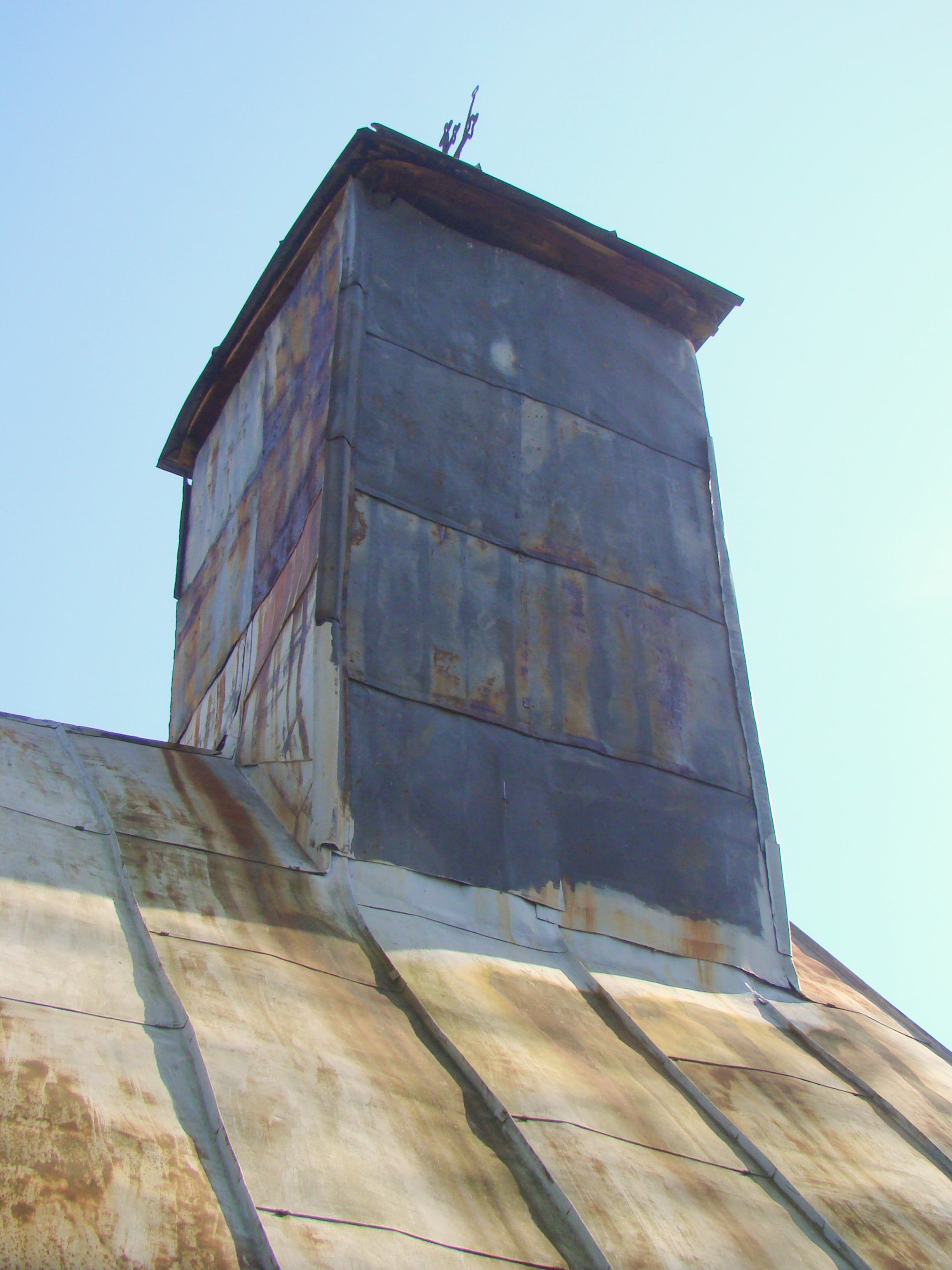
Turnul
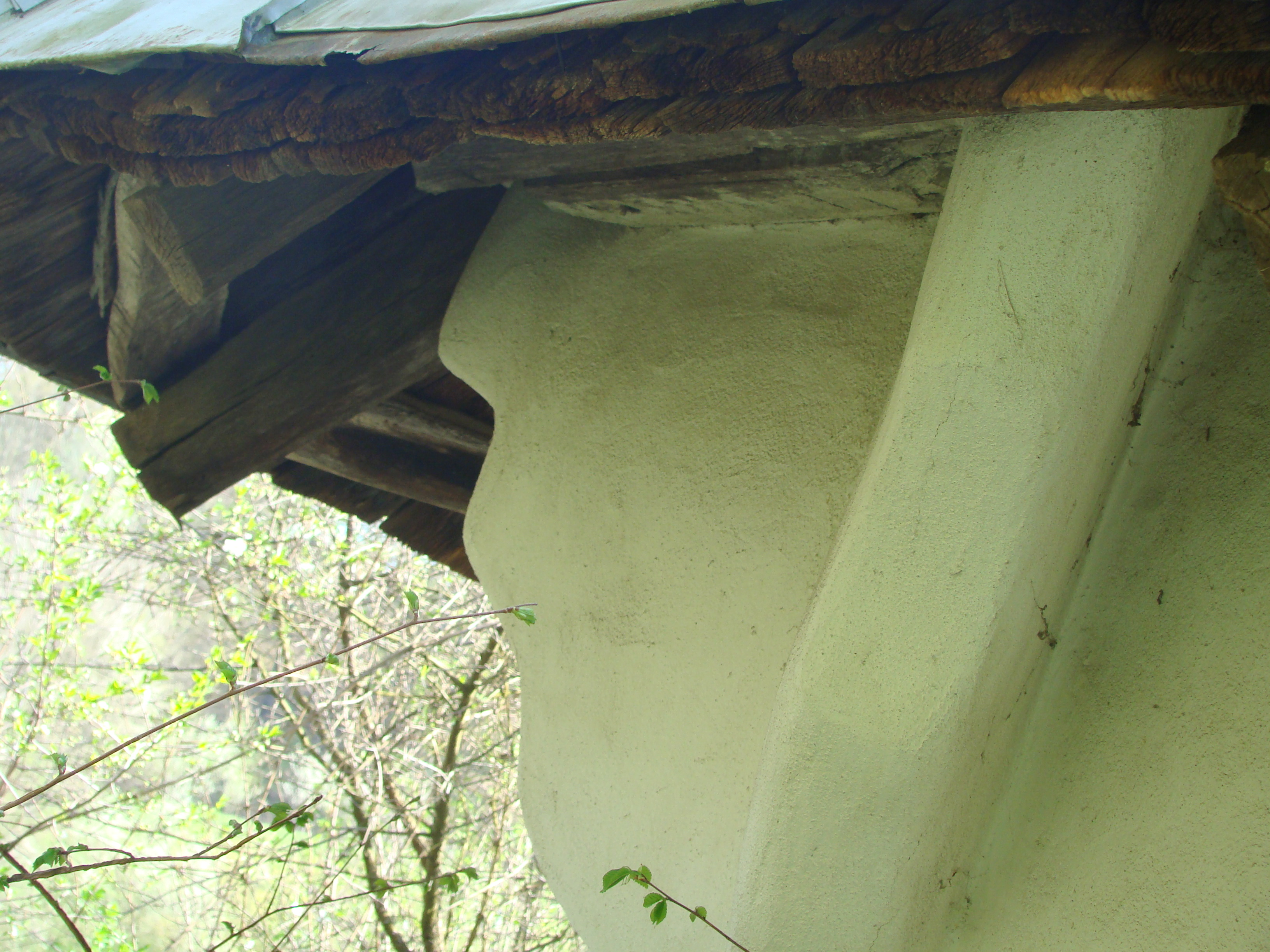
Console
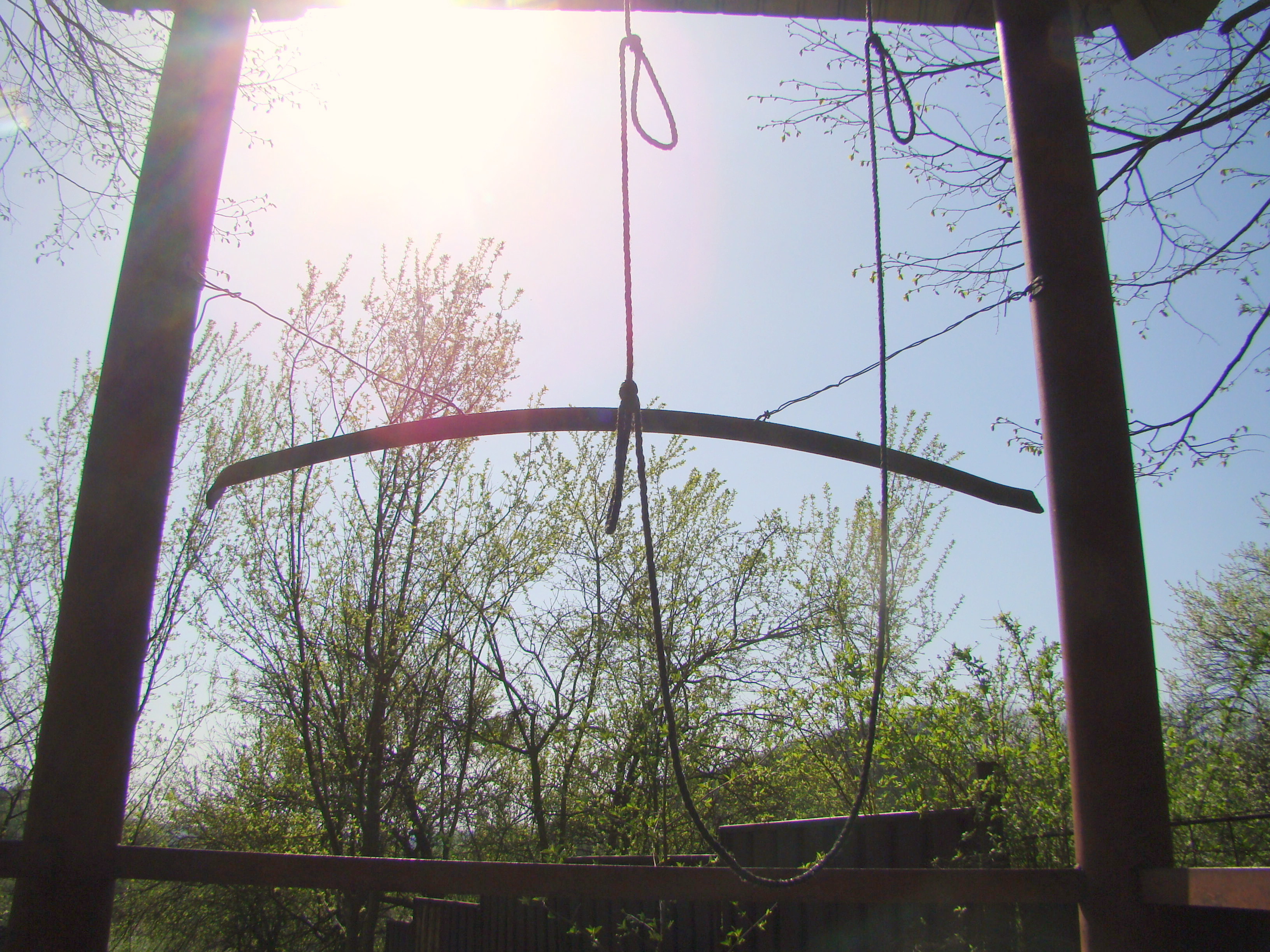
Toaca
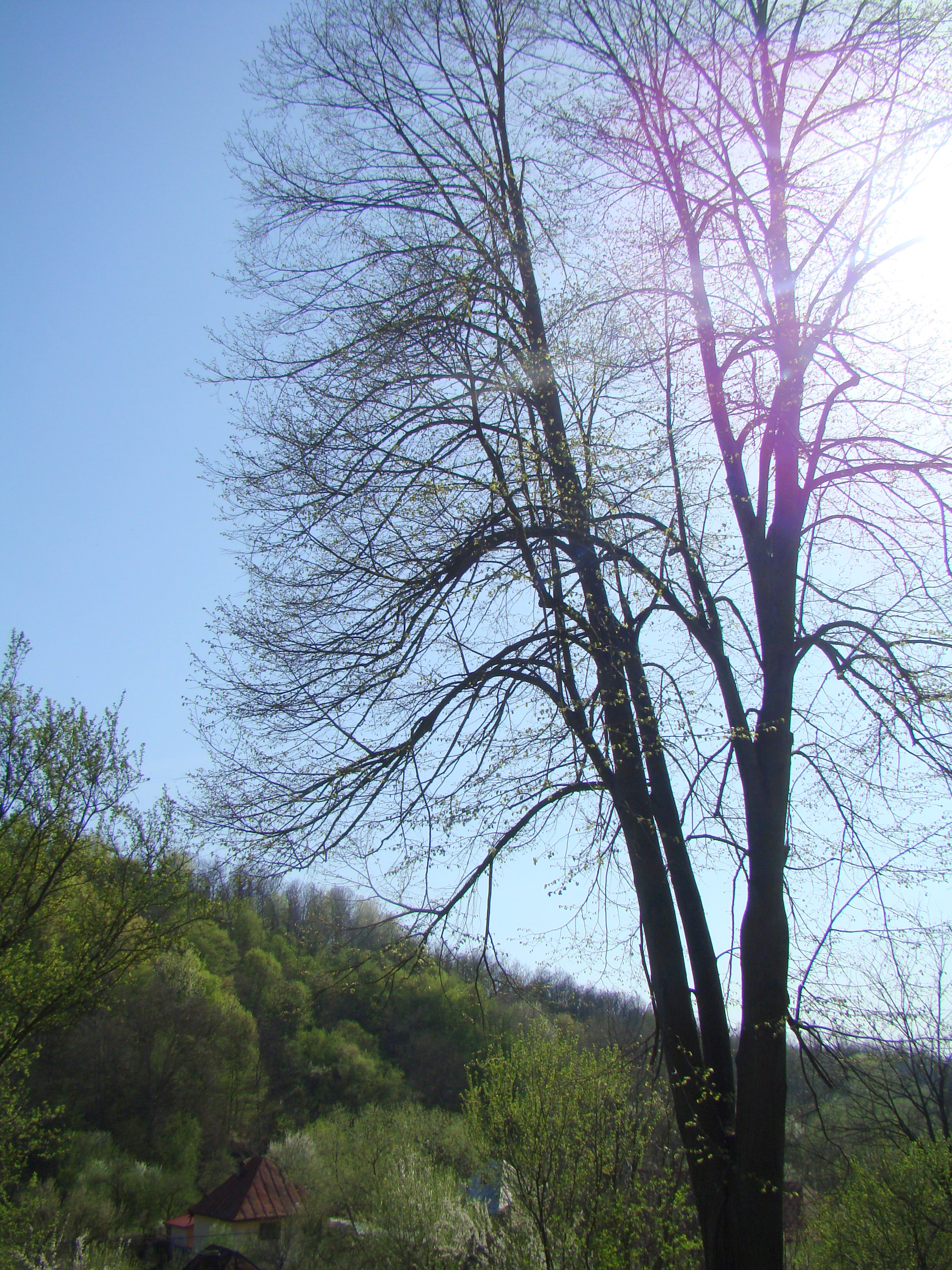
Împrejurimi